# Katy Brand
Katherine Frances Brand (High Wycombe, 13 de janeiro de 1979) é uma atriz, comediante e escritora britânica.

## Carreira
Ela participou na série da comédia britânica Katy Brand's Big Ass Show (2007-2009), com três temporadas.